# Fútbol en los Juegos Asiáticos de 2006
El torneo de fútbol en los Juegos Asiáticos de Doha 2006 se realizó del 18 de noviembre al 15 de diciembre de 2006.

## Sedes
| Instalación         | Capacidad |
| ------------------- | --------- |
| Estadio al-Arabi    | 13 000    |
| Estadio al-Gharrafa | 25.000    |
| Estadio al-Rayyan   | 25.000    |
| Estadio al-Sadd     | 12.000    |
| Estadio de Catar    | 12.500    |

## Torneo masculino

### Grupos
| Grupo A                | Grupo B       | Grupo C    | Grupo D   | Grupo E | Grupo F         |
| ---------------------- | ------------- | ---------- | --------- | ------- | --------------- |
| Uzbekistán             | Baréin        | Kuwait     | Irán      | China   | Japón           |
| Catar                  | Corea del Sur | Tailandia  | India     | Irak    | Corea del Norte |
| Emiratos Árabes Unidos | Vietnam       | Palestina  | Hong Kong | Omán    | Siria           |
| Jordania               | Bangladés     | Kirguistán | Maldivas  | Malasia | Pakistán        |

### Primera ronda

#### Grupo A
| Equipo                 | J | G | E | P | G+ | G- | DG | PTS |
| ---------------------- | - | - | - | - | -- | -- | -- | --- |
| Uzbekistán             | 3 | 3 | 0 | 0 | 6  | 2  | +4 | 9   |
| Catar                  | 3 | 2 | 0 | 1 | 7  | 2  | +5 | 6   |
| Emiratos Árabes Unidos | 3 | 0 | 1 | 2 | 3  | 7  | -4 | 1   |
| Jordania               | 3 | 0 | 1 | 2 | 2  | 7  | -5 | 1   |

#### Grupo B
| Equipo        | J | G | E | P | G+ | G- | DG  | PTS |
| ------------- | - | - | - | - | -- | -- | --- | --- |
| Corea del Sur | 3 | 3 | 0 | 0 | 6  | 0  | +6  | 9   |
| Baréin        | 3 | 2 | 0 | 1 | 7  | 3  | +4  | 6   |
| Vietnam       | 3 | 1 | 0 | 2 | 6  | 5  | +1  | 3   |
| Bangladés     | 3 | 0 | 0 | 3 | 2  | 13 | -11 | 0   |

#### Grupo C
| Equipo     | J | G | E | P | G+ | G- | DG | PTS |
| ---------- | - | - | - | - | -- | -- | -- | --- |
| Tailandia  | 3 | 3 | 0 | 0 | 4  | 0  | +4 | 9   |
| Kuwait     | 3 | 2 | 0 | 1 | 5  | 1  | +4 | 6   |
| Kirguistán | 3 | 1 | 0 | 2 | 3  | 5  | -2 | 3   |
| Palestina  | 3 | 0 | 0 | 3 | 0  | 6  | -6 | 0   |

#### Grupo D
| Equipo    | J | G | E | P | G+ | G- | DG | PTS |
| --------- | - | - | - | - | -- | -- | -- | --- |
| Irán      | 3 | 3 | 0 | 0 | 7  | 2  | +5 | 9   |
| Hong Kong | 3 | 1 | 1 | 1 | 3  | 3  | 0  | 4   |
| India     | 3 | 1 | 1 | 1 | 3  | 4  | -1 | 4   |
| Maldivas  | 3 | 0 | 0 | 3 | 2  | 6  | -4 | 0   |

#### Grupo E
| Equipo  | J | G | E | P | G+ | G- | DG | PTS |
| ------- | - | - | - | - | -- | -- | -- | --- |
| China   | 3 | 3 | 0 | 0 | 6  | 2  | +4 | 9   |
| Irak    | 3 | 2 | 0 | 1 | 6  | 1  | +5 | 6   |
| Omán    | 3 | 1 | 0 | 2 | 4  | 5  | -1 | 3   |
| Malasia | 3 | 0 | 0 | 3 | 2  | 10 | -8 | 0   |

#### Grupo F
| Equipo          | J | G | E | P | G+ | G- | DG | PTS |
| --------------- | - | - | - | - | -- | -- | -- | --- |
| Corea del Norte | 3 | 2 | 1 | 0 | 3  | 1  | +2 | 7   |
| Japón           | 3 | 2 | 0 | 1 | 5  | 4  | +1 | 6   |
| Siria           | 3 | 1 | 1 | 1 | 2  | 1  | +1 | 4   |
| Pakistán        | 3 | 0 | 0 | 3 | 2  | 6  | -4 | 0   |

### Cuartos de final
| Fecha | Hora¹ | Partido       | Partido | Partido         | Resultado      |
| ----- | ----- | ------------- | ------- | --------------- | -------------- |
| 09.12 | 16:00 | China         | -       | Irán            | 2-2 (7-8) pen. |
| 09.12 | 16:00 | Uzbekistán    | -       | Irak            | 1-2 pró.       |
| 09.12 | 19:00 | Tailandia     | -       | Catar           | 0-3            |
| 09.12 | 19:00 | Corea del Sur | -       | Corea del Norte | 3-0            |

- (¹) -  Hora local de Catar (UTC +3)

### Semifinales
| Fecha | Hora¹ | Partido | Partido | Partido       | Resultado |
| ----- | ----- | ------- | ------- | ------------- | --------- |
| 12.12 | 16:00 | Irak    | -       | Corea del Sur | 1-0       |
| 12.12 | 19:00 | Catar   | -       | Irán          | 2-0       |

- (¹) -  Hora local de Catar (UTC +3)

### Tercer puesto
| Fecha | Hora¹ | Partido       | Partido | Partido | Resultado |
| ----- | ----- | ------------- | ------- | ------- | --------- |
| 14.12 | 17:30 | Corea del Sur | -       | Irán    | 0-1 pró.  |

- (¹) -  Hora local de Catar (UTC +3)

### Final
| Fecha | Hora¹ | Partido | Partido | Partido | Resultado |
| ----- | ----- | ------- | ------- | ------- | --------- |
| 15.12 | 15:00 | Catar   | -       | Irak    | 1-0       |

- (¹) -  Hora local de Catar (UTC +3)

### Medallero
|       |      |      |
| Catar | Irak | Irán |

## Torneo femenino

### Grupos
| Grupo A   | Grupo B         |
| --------- | --------------- |
| Japón     | Corea del Norte |
| China     | Corea del Sur   |
| Tailandia | Taiwán          |
| Jordania  | Vietnam         |

### Primera ronda

#### Grupo A
| Equipo    | J | G | E | P | G+ | G- | DG  | PTS |
| --------- | - | - | - | - | -- | -- | --- | --- |
| Japón     | 3 | 3 | 0 | 0 | 18 | 0  | +18 | 9   |
| China     | 3 | 2 | 0 | 1 | 19 | 1  | +18 | 6   |
| Tailandia | 3 | 1 | 0 | 2 | 5  | 11 | -6  | 3   |
| Jordania  | 3 | 0 | 0 | 3 | 0  | 30 | -30 | 0   |

#### Grupo B
| Equipo          | J | G | E | P | G+ | G- | DG  | PTS |
| --------------- | - | - | - | - | -- | -- | --- | --- |
| Corea del Norte | 3 | 3 | 0 | 0 | 13 | 1  | +12 | 9   |
| Corea del Sur   | 3 | 2 | 0 | 1 | 6  | 5  | +1  | 6   |
| Taiwán          | 3 | 1 | 0 | 2 | 5  | 1  | -4  | 3   |
| Vietnam         | 3 | 0 | 0 | 3 | 2  | 11 | -9  | 0   |

### Semifinales
| Fecha | Hora¹ | Partido         | Partido | Partido       | Resultado |
| ----- | ----- | --------------- | ------- | ------------- | --------- |
| 10.12 | 16:00 | Japón           | -       | Corea del Sur | 3-1       |
| 10.12 | 19:00 | Corea del Norte | -       | China         | 3-1 pró.  |

- (¹) -  Hora local de Catar (UTC +3)

### Tercer puesto
| Fecha | Hora¹ | Partido | Partido | Partido       | Resultado |
| ----- | ----- | ------- | ------- | ------------- | --------- |
| 13.12 | 16:00 | China   | -       | Corea del Sur | 2-0       |

- (¹) -  Hora local de Catar (UTC +3)

### Final
| Fecha | Hora¹ | Partido | Partido | Partido         | Resultado      |
| ----- | ----- | ------- | ------- | --------------- | -------------- |
| 13.12 | 19:00 | Japón   | -       | Corea del Norte | 0-0 (2-4) pen. |

- (¹) -  Hora local de Catar (UTC +3)

### Medallero
|                 |       |       |
| Corea del Norte | Japón | China |

| Predecesor: Busan 2002 | Fútbol en los Juegos Asiáticos XV edición | Sucesor: Guangzhou 2010 |

- Datos: Q729869